# Gare de Kitakami
Pour les articles homonymes, voir Kitakami (homonymie).
La gare de Kitakami (北上駅, Kitakami-eki) est une gare ferroviaire de la ville de Kitakami, dans la préfecture d'Iwate, au Japon. Elle est desservie par la ligne Shinkansen Tōhoku et deux lignes classiques de la compagnie JR East.

## Situation ferroviaire
La gare est située au point kilométrique (PK) 487,5 de la ligne principale Tōhoku et au PK 448,6 de la ligne Shinkansen Tōhoku. Elle marque le début de la ligne Kitakami.

## Histoire
La gare a été inaugurée le 1er novembre 1890 sous le nom de gare de Kurozawajiri (黒沢尻駅). Elle prend son nom actuel en 1954. La ligne Shinkansen Tōhoku dessert la gare depuis le 30 mars 1996.

## Service des voyageurs

### Accueil
La gare dispose d'un bâtiment voyageurs, avec guichets, ouvert tous les jours.

### Desserte
- Ligne Kitakami :
  - voies 0 et 1 : direction Yokote

- Ligne principale Tōhoku :
  - voies 1 et 2 : direction Morioka
  - voie 3 : direction Ichinoseki

- Ligne Shinkansen Tōhoku :
  - voie 12 : direction Morioka (interconnexion avec la ligne Shinkansen Akita pour Akita) et Shin-Aomori
  - voie 13 : direction Sendai et Tokyo